# ボブ・グッチョーネ・ジュニア
ロバート・チャールズ・"ボブ"・グッチョーネ・ジュニア（Robert Charles Guccione Jr.、1955年9月19日 -）は、アメリカ合衆国の雑誌発行者であり、『ペントハウス』を創刊したボブ・グッチョーネの長男である。音楽雑誌『スピン』などを創刊した。

## 若年期
1955年にニューヨークで生まれ、ロンドンで育った。

## キャリア
1978年、グッチョーネは、2度の独立を経て、父が経営する『ペントハウス』の出版社ジェネラル・メディア・インターナショナルに就職した。1980年代初頭にはマーケティングと流通部門を担当していたが、会社を辞めて三たび独立した（ただし、父の後継者であることを表明していた）。

### 『スピン』の創刊（1985年）
1985年、父から資金を借りて『スピン』を創刊した。1987年には、ジェネラル・メディア社が経営不振に陥ったため、父が『スピン』を休刊した。後にインタビューで本人が語った所によれば、この出来事により父と息子の間は疎遠となり、2010年に父が亡くなる数年前にようやく和解したという。グッチョーネは新たな出資元を見つけ、休刊の1か月後に『スピン』を再創刊し、元のスタッフのほとんども集めることができた。
1996年、『スピン』とグッチョーネは、同誌の元スタッフのスターチ・ボナー(Staci Bonner)からセクハラと差別を理由に訴えられた。裁判により、グッチョーネによるハラスメントの疑いは晴れたが、敵対的な職場環境を作り出し、同程度の職位の男性と同等の給与をボナーに支払わなかったことに対する責任があると判断された。
1997年、グッチョーネは『スピン』を『ヴァイブ』に売却した。その後すぐに『ギア』を創刊し、2003年まで発行していた。

### 『ギア』（1998-2003年）
『ギア』は、人気歌手、B級女優、モデルなどの写真を中心に、ガジェット、車、ファッション、セックス、スポーツなどの記事を掲載した、イギリスの男性向け雑誌である。
『ギア』は1998年9月に創刊され、創刊号には女優のペータ・ウィルソンが表紙を飾った。現役女子サッカー選手ブランディ・チャスティンのヌード写真を掲載するなどし、一定の地位を確立した。
『ギア』は、当時17歳で、ファミリードラマ『セブンスヘブン』に出演中の女優ジェシカ・ビールがポーズをとっているリスキーな写真を掲載したことで、注目を浴びた。ドラマで彼女の父親役を演じた俳優のスティーヴン・コリンズが、この写真を「児童ポルノ」と表現したことで物議を醸した。コリンズは後に3件の児童虐待を認めた。『エスクァイア』に寄稿したA・J・ジェイコブズなど、ビールの行為を勇気ある行動として称賛した人もいた。
『ギア』は、2001年に発行部数50万部のピークに達したが、2003年に廃刊となった。

### その後の経歴
2005年、科学雑誌『ディスカバー』を買収し、ディスカバー・メディア社を設立して同雑誌を発行した。しかし、2007年にディスカバー・メディア社のCEOを解任された。『ニューヨーク・ポスト』紙によれば、「会社の運営方法に関する財務担当者との哲学的な相違をめぐっての対立」が原因だった。
2017年、雑誌『ワンダーラスト』(Wonderlust)を創刊した。

## 私生活
グッチョーネは、多くの著名で有力な女性と交際していたことで知られる。その中には、ジャーナリストで『スピン』の寄稿者であるセリア・ファーバー、政治評論家のアン・コールター、『セックス・アンド・ザ・シティ』の原作のエッセイ『セックスとニューヨーク』を著したキャンディス・ブシュネルなどがいる。2001年9月22日にキンバーリン・グレース・ブラウンと結婚した。
ガンズ・アンド・ローゼズの楽曲『ゲット・イン・ザ・リング』は、複数の音楽雑誌関係者を実名で揶揄している。その中にグッチョーネも入っており、グッチョーネよりも父親（ボブ・シニア）の方が「多くの女性と共に寝た」ことを暗示する歌詞で出した上で、「リングに上がれ」と挑発している。伝えられる所によると、グッチョーネは作詞のアクセル・ローズに手紙を出し、その挑発を受け入れ、自分が負けたら雑誌でプロモーションをしても良いと申し出た。ローズは、グッチョーネが過去に9年間のファイト・トレーニングを受けていたことを知り、すぐに手を引いた。